# Rafael Alberti
Pour les articles homonymes, voir Alberti.
Œuvres principales
- Marinero en tierra
- Sobre los ángeles

Rafael Alberti Merello, né le 16 décembre 1902 à El Puerto de Santa María, province de Cadix, et mort au même endroit le 28 octobre 1999, est un poète et dramaturge espagnol appartenant à la génération de 27. Après la guerre civile espagnole, il s'exile en raison de ses convictions marxistes. À son retour en Espagne après la mort de Franco, il reçoit la distinction Hijo Predilecto de Andalucía en 1983 et il est nommé docteur honoris causa par l'université de Cadix en 1985.
Il reçoit le prix national de poésie en 1924 et le prix Cervantes en 1983.

## Biographie
Rafael Alberti naît en Andalousie. Issu d'une famille bourgeoise d'origine italienne (son grand-père paternel, Tommaso Alberti Sanguinetti, était un garibaldien), il est placé dans un collège jésuite, mais ne s'intéresse pas aux études et se fait exclure. En 1917, il part à Madrid où son père est amené à travailler. Le bouillonnement de la ville l'inspire. Il annonce qu'il veut devenir peintre. Son père meurt en 1920. Deux ans plus tard, malgré les réticences de sa famille, il organise sa première exposition à Madrid en 1922.
Il se lance dans l'écriture et, pour son premier recueil de poèmes, Marinero en tierra (Le Marin à terre), il se voit honoré du prix national de poésie. Il a vingt-trois ans. En 1932, Rafael Alberti épouse l'écrivaine María Teresa León (1903-1988). Il s'inscrit au Parti communiste. Ceci le conduit à voyager en Union soviétique avec son épouse, y rencontrant notamment Boris Pasternak, ainsi qu'Elsa Triolet et Louis Aragon. En 1934, ils fondent la revue révolutionnaire Octobre.

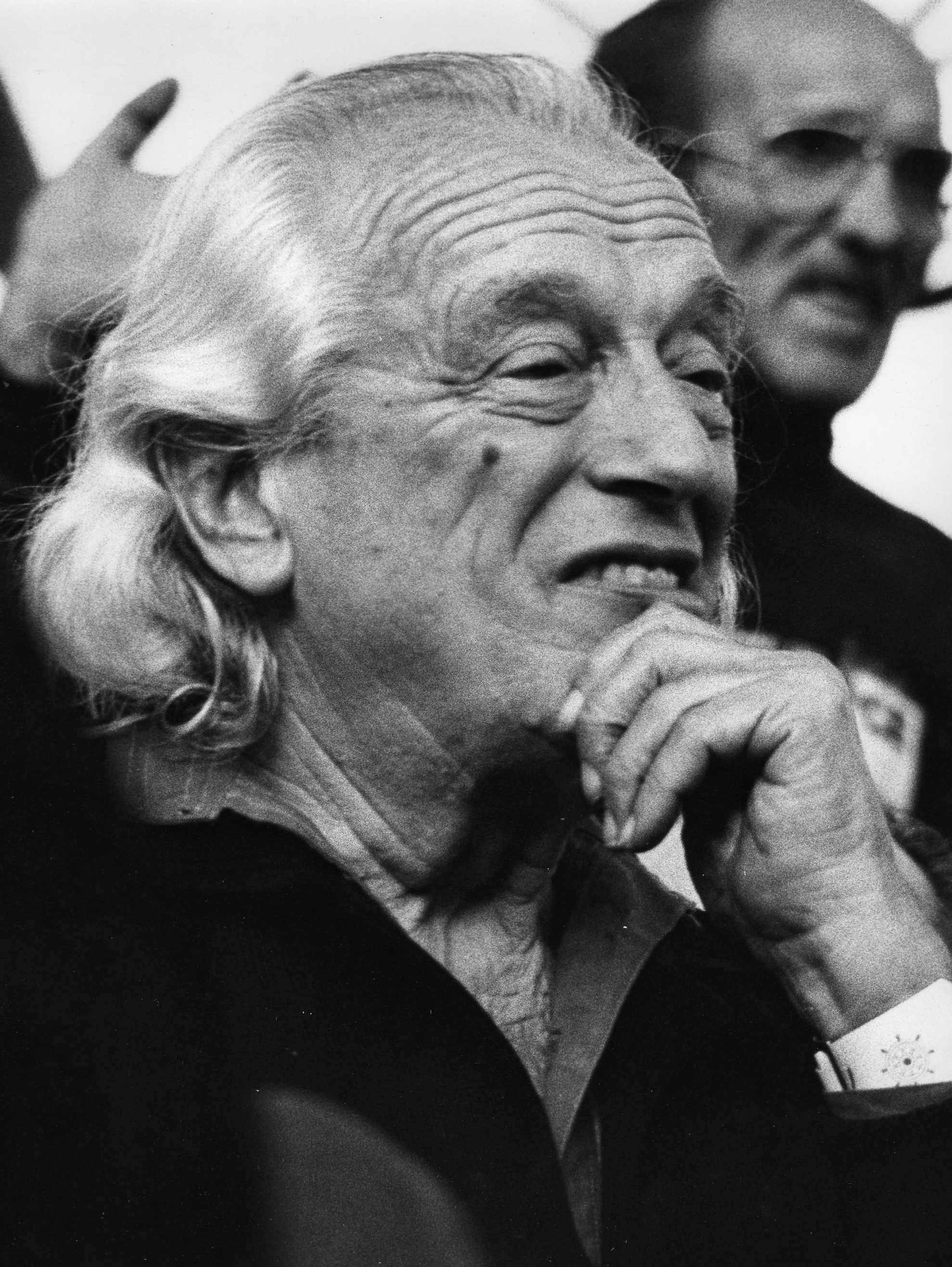
Alberti à la Casa de Campo en 1978 à l'occasion de la fête organisée par le Parti communiste d'Espagne peu après sa légalisation.

En 1936, la guerre civile espagnole commence. Il anime une Alliance des intellectuels antifascistes avec José Bergamin et dirige la revue El Mono Azul (es).
Il s’implique dans la publication de magazines, parmi lesquels se distingue El Mono Azul. Là, en tant que chef de la section « A paseo », il déplore l’attitude de personnalités culturelles considérées comme réticentes ou non engagées dans la lutte contre le fascisme, voire qui adoptent des attitudes conciliantes à des degrés divers, envers les idées de la Phalange. Parmi ceux mentionnés, Miguel de Unamuno, Pedro Muñoz Seca (es), Manuel García Morente, et même ses amis des années précédentes Ernesto Giménez Caballero et Rafael Sánchez Mazas.
De 1939 à 1977, il s'exile en France, en Argentine puis en Italie. Il reçoit en 1990 les insignes de docteur Honoris Causa de l'université Michel-de-Montaigne Bordeaux-III.
Il devient solidaire de la Révolution sandiniste, au Nicaragua. Il se rend à Managua pour l'inauguration du Théâtre populaire Rubén Darío après l'arrivée au pouvoir du Front sandiniste de libération nationale. Il rencontre par ailleurs deux fois Ernesto Cardenal : ils font d'abord connaissance lors d'une rencontre d'écrivains à Berlin avant la révolution ; puis, alors que Cardenal est ministre de la culture du Nicaragua, ils inaugurent ensemble une exposition de peintures latino-américaines en Espagne.
En 1993, il reçoit la médaille d'or du mérite des beaux-arts par le ministère de la Culture et, en 1999, la Creu de Sant Jordi, distinction décernée par la Generalitat de Catalogne.

## Analyse de l'œuvre
Dans un premier temps, sa poésie se situe dans la tradition des recueils de chansons, mais sa position est celle d'un poète d'avant-garde : Marinero en tierra (1925), La amante (1926) et El alba del alhelí (1927). Proche de Garcia Lorca, il découvre avec ce dernier les dangers d'un « andalousisme » facile.
Une autre tradition leur sert d'antidote : celle de Góngora, maître de la poésie baroque. Le résultat est Cal y canto (1929, écrit entre 1926 et 1927). Le gongorisme réside dans une transfiguration stylistique à laquelle se trouvent soumis les sujets. Dans ce livre apparaît un ton sombre qui anticipe Sobre los ángeles (1929, écrit entre 1927 et 1928).
Sobre los ángeles (« Sur les anges ») — qui ouvre une troisième étape, le surréalisme — naît comme conséquence d'une grave crise personnelle et se rattache d'autre part à la crise esthétique générale de l'époque, commune à tout l'art occidental. Le classicisme antérieur se voit soudainement malmené, et même si le poète utilise encore les formes métriques traditionnelles, la versification libre surgit de façon triomphante. Les caractéristiques de ces poèmes sont la densité des images, la violence du vers, la création d'un monde onirique et infernal.
C'est probablement le livre majeur du poète, lequel prolongera son ton apocalyptique dans Sermones y moradas écrit entre 1929 et 1930, le cercle du surréalisme se refermant sur l'humour de Yo era un tonto y lo que he visto me ha hecho dos tontos (1929). Dans ce dernier livre, se retrouvent des poèmes consacrés aux grands comiques du cinéma muet. « Ma poésie n'a rien à voir ou presque rien avec le peuple », dit-il. C'est un chantre des thèmes de la vie moderne, un humoriste, un poète pur.

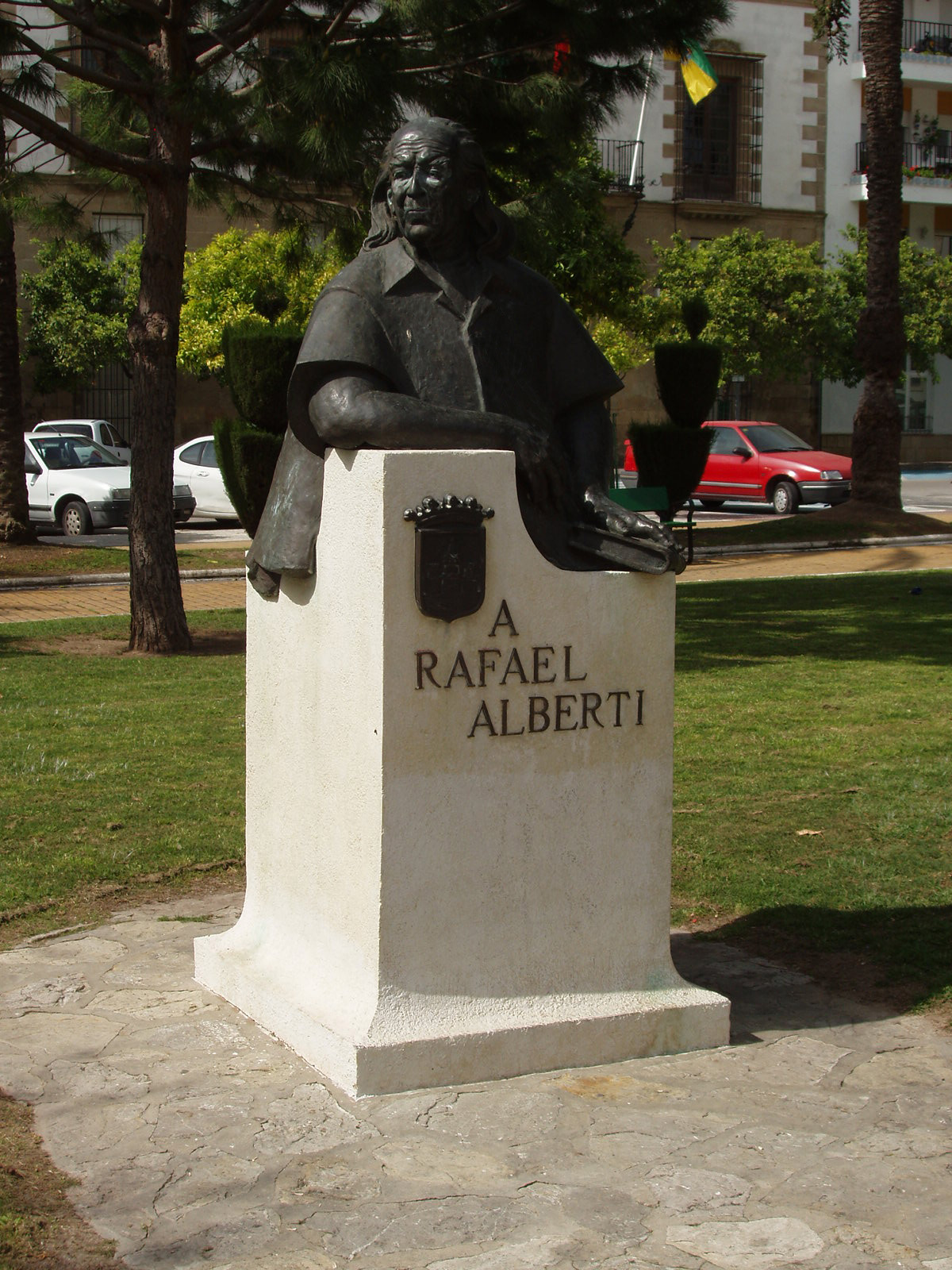
Monument à Rafael Alberti dans sa ville natale.

L'identification entre conduite privée et conduite publique, que l'on peut considérer comme une caractéristique du surréalisme, se traduit postérieurement chez Alberti par une position idéologique proche de l'anarchisme. Cela l'amène à se lancer dans la poésie politique, dont la première manifestation est l'élégie civique Con los zapatos puestos tengo que morir (1930). Avec l'arrivée de la Seconde République espagnole (1931), Alberti adopte les positions du marxisme révolutionnaire. Les poèmes de cette période sont rassemblés dans Consignas (1933), Un fantasma recorre Europa (1933), 13 bandas y 48 estrellas (1936), Nuestra diaria palabra (1936) et De un momento a otro (1937) ; en 1938 l'auteur rassemble tous ces recueils sous le titre général El poeta en la calle. Il faut ajouter l'élégie Verte y no verte (1935), dédiée à Ignacio Sánchez Mejías. Le cycle est inégal, mais recèle des réussites remarquables.
Militant engagé dans le camp républicain, Rafael Alberti est contraint de s'exiler en France en 1939 ; l'année suivante, il doit quitter ce pays vaincu par les Allemands, pour se réfugier en Argentine où il reste jusqu'en 1963. Cette année-là, il s'installe en Italie (Rome et ponctuellement Cervara di Roma) pour un séjour qui durera jusqu'à son retour en Espagne en 1977.
L'exil (1939-1977) déclenche le dernier cycle de l'œuvre d'Alberti. De la poésie apolitique, on peut détacher Entre el clavel y la espada (1941) ; A la pintura (1948), retable sur les thèmes et figures des arts picturaux ; Retornos de lo vivo lejano (1952) ; Oda marítima ; Baladas y canciones del Paraná (1953). Il s'agit de livres articulés — sauf A la pintura — sur le thème de la nostalgie, dans lesquels les vers cultes alternent avec le « neopopularismo », et qui présentent des lignes d'une grande qualité, que l'on retrouve dans Abierto a todas horas (1964) et dans le premier livre totalement rédigé après le retour en Europe, Roma, peligro para caminantes (1968).
Après le retour en Espagne (1977), la production d'Alberti, très abondante, inclut en particulier la poésie érotique de Canciones para Altair (1988).

## Œuvres

### Poésie
- Marinero en tierra (1925), prix national de poésie 1924
- La Amante (1926)
- El alba del alhelí (1927)
- Cal y Canto (1929)
- Sobre los angeles (1929)
- Sermones y moradas (1929)
- Consignas (1933)
- poema del mar Caribe (1936)
- 13 bandas y 48 estrellas (1936)
- De un momento a otro (1938-1939)
- El trébol florido (1940)
- Entre el clavel y la espada (1939-1940)
- Pleamar (1942-1944)
- A la pintura (1945-1967)
- Retornos de lo vivo lejano (1948-1956)
- Coplas de Juan Panadero (1949-1953)
- Noche de guerra en el Museo del Prado (1956)
- Abierto a todas horas (1960-1963)
- Roma, peligro para caminantes (1964-1967)
- Canciones del alto valle del Aniene (1967-1971)
- Fustigada luz (1972-1978)
- Los hijos del drago y otros poemas (1986)
- Canciones para Altair (1988)

### Théâtre
- El hombre deshabitado (1930)
- Fermín Galán (1931)
- El adefesio (1944)
- La Gallarda (1944-1945)

### Scénarios de film
- La dama duende (película) (es) (1945)
- El gran amor de Bécquer (es) (1946)

## Œuvres traduites
Son œuvre a été traduite dans de nombreuses langues, dont en français :

### Poésie
- Poèmes de Rafael Alberti (sélection), GLM, 1952
- Le Marin à terre, trad. Claude Couffon, Éditions Seghers, 1957
- Revenances du vivant lointain, trad. Alice Ahrweiler, Éditions Seghers, 1955
- Sermons et demeures, suivi de Élégie civique et J'étais un imbécile et ce que j'ai vu a fait de moi deux imbéciles, trad. Robert Marrast, P.J. Oswald, 1962
- Qui a dit que nous étions morts? — Poèmes de guerre et d'exil, trad. Claude Couffon, anthologie, édition bilingue, Les Éditeurs français réunis, 1964
- Mépris et merveille, traduit et adapté par Victor Mora et Charles Dobzynski, édition bilingue, Les Éditeurs français réunis, 1974
- Picasso le rayon ininterrompu, Cercle d'art, 1974
- Sur les anges, trad. Bernard Sesé, édition bilingue, Les Éditeurs français réunis, 1976
- Marin à terre. L'Amante. L'Aube de la Giroflée, trad. Claude Couffon, Gallimard, 1985
- D'Espagne et d'ailleurs (poèmes d'une vie), trad. Claude Couffon, anthologie, Pantin, Le Temps des cerises, 1998
- À la peinture, avec des dessins de l'auteur, Le Passeur, 2001

#### Anthologie
- Jeanne Marie, Los caminos del alma / Les Chemins de l’âme - memoria viva de los poetas del 27’ / mémoire vive des poètes de la Génération de 1927, éditions Paradigme Orléans

### Prose
- La Futaie perdue I. (Mémoires). (Livres I et II), trad. Robert Marrast, Belfond, 1984

### Théâtre
- Le Repoussoir (fable de l'amour et des vieilles, trois actes), trad. Robert Marrast, L'Arche, 1957 puis 1984
- Théâtre 1 : Nuit de guerre dans le musée du Prado. Le Trèfle Fleuri. Radio-Séville, trad. Alice Gascar, L'Arche, 1962
- Théâtre 11 : D'un moment à l'autre. L'Homme inhabité. Cantate des héros et de la fraternité des peuples, L'Arche, 1963

## Mise en musique
Parmi les plus connus des interprètes espagnols des poèmes de Rafael Alberti, Paco Ibáñez, dont le fameux A galopar, hymne des Républicains exilés après la guerre civile.
On trouve aussi quelques poèmes de Rafael Alberti chantés et mis en musique par Vicente Monera, auteur-interprète espagnol,.
En 1977, la chanteuse hispano-vénézuélienne Soledad Bravo a fait, avec Rafael Alberti, un disque dans lequel ils enchaînent chansons (musique de Soledad Bravo sur des poèmes de Rafael Alberti) et des poèmes dits par Rafael Alberti lui-même. Le disque, édité par CBS a reçu le prix de l'académie Charles-Cros.

## Dans la culture populaire
Alberti apparaît comme personnage dans différentes œuvres de fiction littéraires ou audiovisuelles :
- La hora de los valientes[12], film d'Antonio Mercero (1998)
- La Noche de los tiempos (es)[13], roman d'Antonio Muñoz Molina (2009).

### Articles de journaux
- Bernard Géniès, « Rafael Alberti, l'aigle de Cadix », Le Monde,‎ 25 mai 1984 (lire en ligne)
- André Velter, « Rafael Alberti et l'allégresse de la poésie pure », Le Monde,‎ 6 décembre 1985 (lire en ligne)
- Rédaction Le Monde, « Soledad Bravo voix de toutes les révoltes », Le Monde,‎ 4 octobre 1994 (lire en ligne)
- Ramón Chao, « Rafael Alberti », Le Monde,‎ 29 octobre 1999 (lire en ligne)